# Randonia
Randonia es  género de plantas herbáceas de la familia Resedaceae. Tiene tres especies. fue nombrada en honor a Jacques Louis Randon Mariscal de Francia

## Taxonomía
Randonia fue descrito por Ernest Saint-Charles Cosson y publicado en Bulletin de la Société Botanique de France 6: 391, en el año 1859. La especie tipo es: Randonia africana Coss.   

## Especies
- Randonia africana
- Randonia somalensis
- Randonia spartioides